# Tedremägi
Tedremägi är ett berg i Estland.   Det ligger i landskapet Põlvamaa, i den sydöstra delen av landet, 240 km sydost om huvudstaden Tallinn. Toppen på Tedremägi är 91 meter över havet.
Terrängen runt Tedremägi är huvudsakligen platt. Runt Tedremägi är det glesbefolkat, med 9 invånare per kvadratkilometer. Närmaste större samhälle är Värska, 10,0 km norr om Tedremägi. I omgivningarna runt Tedremägi växer i huvudsak blandskog.